# Anacroneuria gu-5
Anacroneuria gu-5 är en bäcksländeart som beskrevs av Bill P.Stark 2000. Anacroneuria gu-5 ingår i släktet Anacroneuria och familjen jättebäcksländor. Inga underarter finns listade i Catalogue of Life.